# Willem Rooseboom
Willem Rooseboom (Amsterdam, 9 maart 1843 – Den Haag, 6 maart 1920) was een Nederlandse luitenant-generaal der genie, Tweede Kamerlid en gouverneur-generaal van Nederlands-Indië.

## Loopbaan
Rooseboom volgde de Koninklijke Militaire Academie en werd in 1861 benoemd tot tweede luitenant der genie. Hij werd in 1864 bevorderd tot eerste luitenant, in 1872 tot kapitein benoemd en in 1874 in die rang overgeplaatst bij de generale staf. In dezelfde rang werd hij in 1884 door het district Arnhem afgevaardigd naar de Tweede Kamer (vanaf 1888 ook voor Rotterdam); hij deed veel werk voor de grondwetsherziening en publiceerde daar zijn werk de grondwet (1888) over. Zijn grootste aandacht ging uit naar militaire onderwerpen; hij was daarom ook lid van de staatscommissie voor de regeling van de dienstplicht. Toen hij in 1891 niet was herkozen werd hij, in de rang van luitenant-kolonel, benoemd tot leraar aan de tweede afdeling en later directeur van de Hogere Krijgsschool.

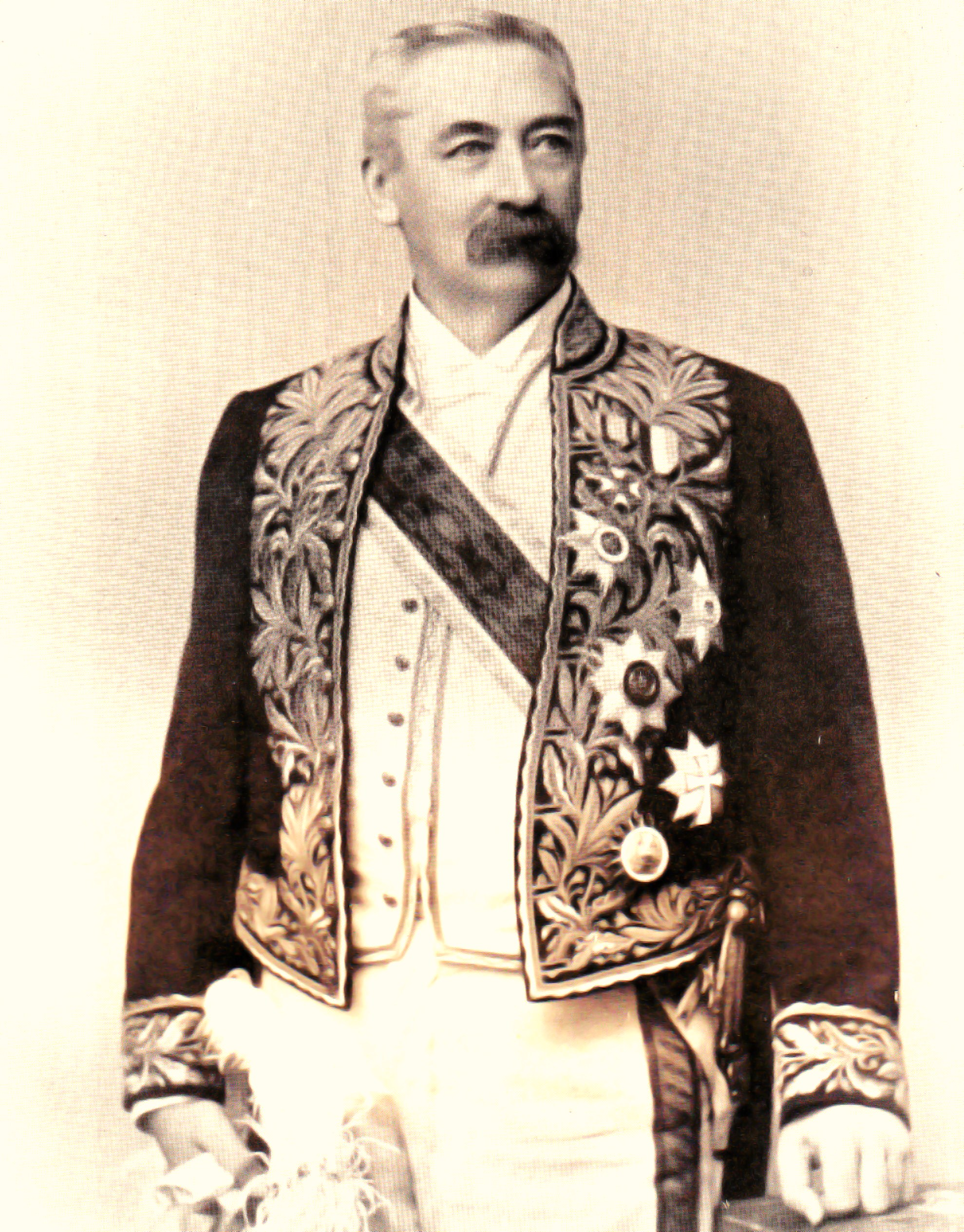
Luitenant-generaal Rooseboom, gouverneur-generaal van Nederlands-Indië

Hij publiceerde in deze tijd diverse artikelen, onder meer in de Militaire Spectator en De Gids; zijn studie, genaamd het hedendaagse gevecht (1880), beleefde een tweede druk, evenals zijn zakboekje voor de officier te velde (1884). Hij was enige jaren redacteur van het Militair Blad. Voor de regering nam hij van 1874 tot 1884 deel aan de commissie tot regeling van de staatsrechtelijke verhouding tussen de Nederlandse en Nederlands-Indische legers. Rooseboom werd in 1894 bevorderd tot kolonel, in 1897 tot generaal-majoor en commandant van de Stelling van Amsterdam benoemd. Hij was toen tevens voorzitter van de commissie tot onderzoek naar de wenselijkheid van de samensmelting der Nederlandse en Nederlands-Indische officierenkaders (samen met onder meer Cool, een commissie die was ontstaan door de artikelen, onder meer in de Militaire Spectator, geschreven door president van de Algemene Rekenkamer Le Bron de Vexela).
Rooseboom werd op 3 oktober 1899 door minister Cremer benoemd tot opvolger van Gouverneur-generaal Van der Wijck; hij bekleedde dit ambt tot 1 oktober 1904. Hij moest als militair de defensie van Indië verbeteren, maar dit lukte slechts ten dele. Hij was overigens ook niet erg bekend met Nederlands-Indië en slaagde er niet in het welvaartspeil in de kolonie te verhogen. De Pacificatie van Atjeh onder leiding van Van Heutsz (sinds 1898 civiel en militair gouverneur) werd door hem krachtig gesteund en onder zijn bewind viel ook de Djambi-expeditie. De verwachtingen die bij zijn optreden aan een reorganisatie bij Defensie werden geknoopt werden door verschillende omstandigheden, deels buiten toedoen van Rooseboom om, slechts ten dele verwezenlijkt.
Na zijn aftreden als gouverneur-generaal bekleedde hij nog het voorzitterschap van Staatscommissie voor de Indische Marinezaken, die in 1908 haar rapport uitbracht, en was hij lid, later voorzitter, van het College van Curatoren van de Indische Bestuursacademie. Rooseboom schreef twee romans, Het Prinsesje (onder pseudoniem van Henri Raloff) en Een tiran in de tweede helft van de negentiende eeuw. Hij was commandeur in de Orde van de Nederlandse Leeuw, bezat het grootkruis in de Orde van Oranje-Nassau en de Orde van de Dannebrog, van de Orde van Osmanie, de Orde van de Kroon van Siam en de Koninklijke Orde van Cambodja en was ridder eerste klasse in de Orde van de Rode Adelaar. Rooseboom overleed op 6 maart 1920 en werd gecremeerd te Westerveld.
Gouverneur-generaal van de VOC

Both · 
Gerard Reynst · 
Reael · 
Coen · 
Carpentier · 
Coen · 
Specx · 
Brouwer · 
Van Diemen · 
Van der Lijn · 
Carel Reyniersz · 
Maetsuycker · 
Rijcklof van Goens · 
Speelman · 
Camphuys · 
Van Outhoorn · 
Van Hoorn · 
Van Riebeeck · 
Van Swol · 
Zwaardecroon · 
De Haan · 
Durven · 
Van Cloon · 
Patras · 
Valckenier · 
Thedens · 
Van Imhoff · 
Mossel · 
Van der Parra · 
Van Riemsdijk · 
De Klerk · 
Alting

 

Gouverneur-generaal van staatswege

Van Overstraten · 
Siberg · 
Wiese · 
Daendels · 
(Britse interventie: Raffles en Fendall) · 
Van der Capellen · 
De Kock · 
Du Bus de Gisignies · 
Van den Bosch · 
Baud · 
De Eerens · 
Van Hogendorp · 
Merkus · 
Jan Reijnst · 
Rochussen · 
Duymaer van Twist · 
Pahud · 
Prins · 
Sloet van de Beele · 
Prins · 
Mijer · 
Loudon · 
Van Lansberge · 
s'Jacob · 
Van Rees · 
Pijnacker Hordijk · 
Van der Wijck · 
Rooseboom · 
Van Heutsz · 
Idenburg · 
Van Limburg Stirum · 
Fock · 
De Graeff · 
De Jonge · 
Tjarda van Starkenborgh Stachouwer
- Biografisch Portaal: 21788783
- Digitale Bibliotheek voor de Nederlandse Letteren: ralo001
- International Standard Name Identifier: 0000 0003 8738 0239
- Library of Congress Control Number: no2021076893
- Nederlandse Thesaurus van Auteursnamen: 069073961
- Parlement.com: vg09ll68q5ze
- Virtual International Authority File: 280342479